# Vjera Holthoff-Detto
Vjera Alexandra Holthoff-Detto (* 4. September 1961 in Bonn; geborene Holthoff) ist eine deutsche Medizinerin mit den Forschungs- und Arbeitsschwerpunkten Erforschung der Grundlagen der Kognition über die Lebensspanne und bei frühen Störungsbildern im Alter mit Schwerpunkt Demenz mittels klinischer Methoden sowie funktioneller Bildgebung, Entwicklung von Messinstrumenten zur Frühdiagnose und Verlaufsbeurteilung kognitiver Störungen im Alter sowie Entwicklung und Evaluierung von Trainingsprogrammen zur Ressourcenaktivierung. Zwischen 2008 und 2013 war sie Professorin an der TU Dresden und ist seit 2014 außerplanmäßige Professorin mit mitgliedschaftlicher Stellung ebenda.

## Leben
Holthoff-Detto legte 1980 in Paris ihr Abitur ab und nahm ein Studium der Medizin an der Universität zu Köln auf. Dieses beendete sie 1987 mit dem Staatsexamen, im selben Jahr folgte die Erteilung der Approbation und ihre Promotion zum Thema „Veränderungen der Retina bei Hühnchenembryonen durch Blockade der Glyzinrezeptoren – eine quantitativ-morphologische Untersuchung“. Nach Absolvierung ihrer wissenschaftlichen und fachärztlichen Ausbildung am Universitätsklinikum Köln (1987–1994) im Rahmen eines Kooperationsvertrags zwischen dem Max-Planck-Institut für neurologische Forschung und der Klinik und Poliklinik für Neurologie der Universität zu Köln und der Anerkennung als Fachärztin für Neurologie (1994), war die Medizinerin zwischen 1989 und 1991 im Rahmen eines Stipendiums der Max-Planck-Gesellschaft als Post-Doctoral Fellow an der University of Michigan tätig.
Nach einem Wechsel an das Universitätsklinikum Carl Gustav Carus Dresden im Jahr 1995, dem Erwerb der Facharzt-Anerkennung für Psychiatrie und Psychotherapie sowie der Ernennung zur Oberärztin im Jahr 1997, erhielt sie 2002 die Venia legendi für das Fach Psychiatrie und Psychotherapie mit der Habilitation zum Thema „Regionale zerebrale Funktionsstörungen im Verlauf der Major Depression“. Anschließend wurde sie Privatdozentin an der Medizinischen Fakultät der Technischen Universität Dresden. Nach Weiterbildungen zur Klinischen Geriaterin 2002 und zur Psychoanalytikerin 2004, wurde Vjera Alexander Holthoff-Detto 2007 zur apl. Professorin der Technischen Universität und folgte ein Jahr später dem Ruf auf die W2-Professur für Gerontopsychiatrie/Schwerpunkt kognitive Neuropsychiatrie der Medizinischen Fakultät ebendort. Von 2011 bis 2013 war die Mediziner weiterhin Gruppenleiterin für „Kognitive Neuropsychiatrie“ des Deutschen Zentrums für Neurodegenerative Erkrankungen in Dresden.
Von Januar 2014 bis April 2024 war sie Chefärztin der Klinik für Psychiatrie, Psychotherapie und Psychosomatik am Krankenhaus Hedwigshöhe in Berlin. Aufgrund dieses Wechsels ist die Medizinerin seit 2014 außerplanmäßige Professorin mit mitgliedschaftlicher Stellung an der Medizinischen Fakultät der Technischen Universität Dresden.
Zum Mai 2024 kehrte Holthoff-Detto nach Dresden zurück, wo sie am Universitätsklinikum Carl Gustav Carus Dresden den Posten der Direktorin der Klinik für Psychiatrie und Psychotherapie sowie des Zentrums für Seelische Gesundheit übernahm und damit auf Michael Bauer folgte.

## Persönliches
Holthoff-Detto, Tochter des Diplomaten Horst H. Holthoff, ist verheiratet und Mutter eines Sohnes.

## Mitgliedschaften
- 2001–2009: Mitglied der Ethik-Kommission der Medizinischen Fakultät der Technischen Universität Dresden
- 2003–2009: stellvertretende Vorsitzende der Ethik-Kommission der Medizinischen Fakultät der Technischen Universität Dresden
- seit 2003: Mitglied in der Forschungskommission der Medizinischen Fakultät der Technischen Universität Dresden
- 2006–2009: Senatorin für den akademischen Mittelbau im Senat der Technischen Universität Dresden
- 2006–2009: Mitglied der Senatskommission Wissenschaftsentwicklung, Forschung und wissenschaftlicher Nachwuchs der Technischen Universität Dresden
- seit 2008: Mitglied der Deutschen Gesellschaft für Gerontopsychiatrie und -psychotherapie
- seit 2009: Leitung des Referats „Gerontopsychiatrie“ der Deutschen Gesellschaft für Gerontopsychiatrie und -psychotherapie

## Ehrungen und Auszeichnungen
- 1991: Otto-Hahn-Medaille für den wissenschaftlichen Nachwuchs (Max-Planck-Gesellschaft)

## Schriften (Auswahl)
- Regionale zerebrale Funktionsstörungen im Verlauf der Major Depression. 2001.
- Menschen mit Demenz und ihre Angehörigen (Komplexe Krisen und Störungen). Klett-Cotta, 2018, ISBN 978-3-608-94947-6.